# X-Ray Spex
X-Ray Spex va ser una banda anglesa de punk rock formada l'any 1976 a Londres. Durant la seva primera formació (1976–1979), va publicar cinc senzills i un àlbum. El seu senzill «Oh Bondage Up Yours!» (1977) i el seu àlbum de debut Germfree Adolescents (1978) són àmpliament aclamats com a llançaments punk clàssics. La banda es va reformar breument diverses vegades durant els anys 1990 i 2000.

## Història
Inicialment, la banda comptava amb la cantant Poly Styrene, Jak Airport (Jack Stafford) a la guitarra, Paul Dean al baix, Paul «BP» Hurding a la bateria i Lora Logic (Susan Whitby) al saxo. Aquest últim instrument va ser una addició atípica a la formació instrumental punk estàndard i es va convertir en una de les característiques més distintives del grup.
L'altre element musical distintiu de X-Ray Spex va ser la veu de Poly Styrene, «efervescent i discordant». Anteriorment, Styrene havia publicat un senzill de reggae per a GTO Records el 1976, «Silly Billy». D'aparença poc ortodoxa, portava bràquets a les dents i una vegada va declarar que «vaig dir que no era un símbol sexual i que si algú intentava convertir-m'hi, m'afaitaria el cap». Més tard ho va fer al pis de Johnny Rotten abans d'un concert al Victoria Park.
Styrene es va inspirar per a formar el grup en veure Sex Pistols a Hastings i, a través de les seves actuacions en directe, i es van convertir en un dels grups més aclamats de la primerenca escena punk. X-Ray Spex va tocar dues vegades a The Roxy durant els seus primers 100 dies compartint escenari amb Buzzcocks i Wire, entre d'altres.
A finals de setembre de 1977, «Oh Bondage Up Yours!» va ser publicat com a senzill. La cançó s'interpreta com un precedent del moviment Riot Grrrl, tot i que Styrene va afirmar que estava pensat com un jingle anticonsumista i no era exclusivament de naturalesa feminista.
El novembre de 1978, X-Ray Spex va publicar el seu àlbum debut. Amb l'excepció d'«Identity», que es basa en el fet que Styrene va presenciar la membre del Bromley Contingent Tracie O'Keefe tallar-se les venes al lavabo de The Roxy, la resta de Germfree Adolescents és de temàtica anticapitalista. De fet, The Guardian va descriure l'àlbum com a «himnes anticonsumistes sense parangó». El febrer de 1978, abans del llançament del seu segon senzill, X-Ray Spex va gravar la primera de les dues sessions per a John Peel a BBC Radio 1. També va fer una quinzena de concerts als CBGB de Nova York, tot i que l'àlbum Germ Free Adolescents no es va publicar als Estats Units d'Amèrica fins al 1992. El 30 d'abril de 1978, el grup va aparèixer al concert de Rock Against Racism a Victoria Park juntament amb Steel Pulse, The Clash, The Ruts, Sham 69, Generation X i Tom Robinson Band.
The Virgin Encyclopedia of Popular Music va considerar X-Ray Spex com «un dels grups més inventius, originals i genuïnament emocionants que van sorgir durant l'era punk». La biografia Day Glo: The Poly Styrene Story es va publicar el setembre de 2019. Styrene és també la protagonista del documental Poly Styrene: I Am a Cliché (2021).

## Discografia

### Àlbums
- Germfree Adolescents (1978)[24][25]
- Conscious Consumer (October 1995: Receiver)

### Recopilatoris
- Let's Submerge: The Anthology (2006: Castle Music CMEDD1378); 2 CD Compilation